# 30719 Isserstedt
30719 Isserstedt este un asteroid din centura principală de asteroizi.

## Descriere
30719 Isserstedt este un asteroid din centura principală de asteroizi. A fost descoperit pe 13 septembrie 1963 la Tautenburg de Karl W. Kamper. Asteroidul prezintă o orbită caracterizată de o semiaxă mare de 3,08 ua, o excentricitate de 0,21 și o înclinație de 15,6° în raport cu ecliptica.